# 莱古尔
莱古尔（法語：Les Gours，法語發音：[le ɡuʁ]）是法国夏朗德省的一个市镇，位于该省西北部，属于孔福朗区。

## 地理
莱古尔（45°57'42"N, 0°4'2"W）面积11.42 平方千米，位于法国新阿基坦大区夏朗德省，该省份为法国西部内陆省份，北起德塞夫勒省和维埃纳省，东临上维埃纳省，东南至多尔多涅省，南至多爾多涅省，西接滨海夏朗德省。
与莱古尔接壤的市镇（或旧市镇、城区）包括：吕普索、圣弗赖涅、希沃。

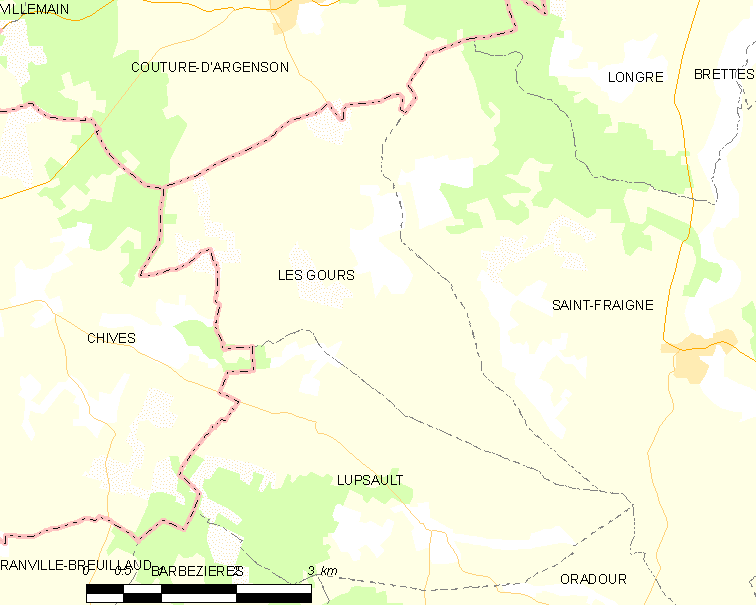
莱古尔的OSM定位图

莱古尔的时区为UTC+01:00、UTC+02:00（夏令时）。

## 行政
莱古尔的邮政编码为16140，INSEE市镇编码为16155。

## 政治
莱古尔所属的省级选区为夏朗德北县。

## 人口

1962-2008年间莱古尔人口变化图示

莱古尔于2022年1月1日时的人口数量为93人。